# タムノン県 (フート省)
タムノン県（タムノンけん、ベトナム語：Huyện Tam Nông / 縣三農?）は、ベトナム社会主義共和国フート省の県である。面積は155.97 km²、人口は82,370人（2018年）である。

## 行政区画
以下の1市鎮11社から構成される。
- フンホア市鎮（Hưng Hóa / 興化）
- バクソン社（Bắc Sơn / 北山）
- ザンクエン社（Dân Quyền / 民權）
- ズィーナウ社（Dị Nậu / 易耨）
- ヒエンクアン社（Hiền Quan / 賢關）
- フオンノン社（Hương Nộn / 香嫩）
- ラムソン社（Lam Sơn / 藍山）
- クアンフック社（Quang Húc / 光旭）
- テレー社（Tề Lễ / 齊禮）
- タインユエン社（Thanh Uyên / 清淵）
- トーヴァン社（Thọ Văn / 壽文）
- ヴァンスアン社（Vạn Xuân / 萬春）